# ISO 3166-2:AM
ISO 3166-2:AM es la entrada para Armenia en la ISO 3166-2, parte de la ISO 3166 estándar publicado por la Organización Internacional para Estandarización (ISO), el cual define códigos para los nombres de las subdivisiones principales (p. ej., provincias o estados) de todos los  países cifrado en la ISO 3166-1.
Actualmente en Armenia, los códigos ISO 3166-2 están definidos para 1 ciudad y 10 regiones. La ciudad de Ereván es la capital del país.
Cada código consta de dos partes, separados por un guion. La primera parte es AM, el código de Armenia en la  ISO 3166-1 alfa-2 . El segundo apartado son dos letras.

## Códigos actuales
Los nombres de la subdivisión están listados como en la ISO 3166-2 estándar publicado por la Agencia de Mantenimiento ISO 3166 (ISO 3166/MA).
Haz clic en el botón de el encabezamiento para ordenar cada columna.
| Código | Nombre de subdivisión (hy)(ISO 9985) | Nombre de subdivisión (es) | Nombre de subdivisión (hy) | Categoría de subdivisión |
| ------ | ------------------------------------ | -------------------------- | -------------------------- | ------------------------ |
| AM-ER  | Yerevan                              | Ereván                     | Երևան                      | Ciudad                   |
| AM-AG  | Aragac̣otn                            | Aragatsotn                 | Արագածոտն                  | Provincia                |
| AM-AR  | Ararat                               | Ararat                     | Արարատ                     | Provincia                |
| AM-AV  | Armavir                              | Armavir                    | Արմավիր                    | Provincia                |
| AM-GR  | GeġArca'unik'                        | Geghark'unik'              | Գեղարքունիք                | Provincia                |
| AM-KT  | Kotayk'                              | Kotayk'                    | Կոտայք                     | Provincia                |
| AM-LO  | Loṙi                                 | Lorri                      | Լոռի                       | Provincia                |
| AM-SH  | Sirak !Širak !                       | Shirak                     | Շիրակ                      | Provincia                |
| AM-SU  | Syunik'                              | Syunik                     | Սյունիք                    | Provincia                |
| AM-TV  | Tavuš                                | Tavush                     | Տավուշ                     | Provincia                |
| AM-VD  | Vayoć Jor                            | Vayots' Dzor               | Վայոց Ձոր                  | Provincia                |